# HMS Urania (R05)
«Ураніа» (англ. HMS Urania (R05) — військовий корабель, ескадрений міноносець типу «U» Королівського військово-морського флоту Великої Британії часів Другої світової та Холодної воєн.
Ескадрений міноносець «Ураніа» закладений 18 червня 1942 року на верфі компанії Vickers-Armstrongs у Барроу-ін-Фернесі. 19 травня 1943 року він був спущений на воду, а 18 січня 1944 року увійшов до складу Королівських ВМС Великої Британії. Есмінець брав участь у бойових діях на морі в Другій світовій війні діяв на Середземному морі, забезпечував висадку союзників у Нормандії, бився на Тихому океані. За проявлену мужність та стійкість у боях бойовий корабель заохочений двома бойовими відзнаками.

## Служба

### 1944
У червні 1944 року «Ураніа» увійшов до складу ескортного угруповання ВМС, що підтримувало висадку морського десанту на плацдарм «Голд» у Нормандії. «Ураніа» діяв разом з есмінцями «Джервіс», «Ольстер», «Улісс», «Андонтед», «Андін», «Урса», «Арчін», «Гренвіль» та ескортними міноносцями «Кеттісток», «Коттесмор», «Пітчлі» і польським «Краков'як», забезпечуючи артилерійську підтримку військам, що висадилися на плацдарм.

### 1945
4 січня 1945 року 63-я об'єднана оперативна група британського флоту завдала потужного удару по нафтопереробній інфраструктурі у Пангкаланзі на Суматрі, де хазяйнували японські окупанти.
З 6 липня до другої половини серпня 1945 року британська 37-ма оперативна група діяла біля берегів Японії, завдаючи удари по найважливіших об'єктах. Так, 17 липня кораблі та авіація союзників атакували цілі в Токіо та Йокогамі.